# 호아나 3세
호아나 3세 나파로아코아(바스크어: Joana III.a Nafarroakoa, 1528년 11월 16일 ~ 1572년 6월 9일)는 나바라 왕국의 여왕이자 푸아 여백작 잔 달브레(Jeanne d'Albret)이다. 나바라 왕 헨리케 2세와 마르그리트 드 나바르 사이에서 태어난 딸로, 프랑스왕 프랑수아 1세의 조카이며 프랑스와 나바라의 왕 앙리 4세(헨리케 3세)의 어머니이기도 하다.

## 생애
1528년 생 제르맹 앙레(Saint-Germain-en-Laye)에서 태어났으며 어머니가 프랑스 왕족이었기 때문에 프랑스 궁정에서 자랐다. 종교개혁자들의 보호자였던 어머니 마르그리트의 영향을 받아 그녀는 어린 시절부터 위그노였다. 1541년 외숙부 프랑수아 1세의 명령으로 윌리히-클레베스-베르그(Jülich-Cleves-Berg)연합공국의 빌헬름 5세(클레페의 앤의 오빠)와 결혼했으나 4년 뒤 이 결혼은 무효 처리가 됐고 그녀는 방돔 공작 앙투안 드 부르봉과 결혼했다.
나바라 왕국은 살리카 법의 적용을 받지 않았기 때문에 헨리케 2세의 사후, 호아나는 남편 앙투안과 함께 나바라의 군주로 즉위했다. 앙투안은 나바라의 명예왕으로서 안토니오로 불리게 된다. 호아나는 곧 나바라의 국교를 개신교로 지정하고 가톨릭을 배격했다. 그러나 1560년 샤를 9세 치하에서 남편 안토니오는 가톨릭으로 개종했고 아들 헨리케 또한 개종시켰다. 1562년 위그노 전쟁이 발발하자 부부는 가톨릭 진영과 위그노 진영으로 갈라서서 대치했고 안토니오는 루앙에서 전사했다. 샤를 9세의 어머니로 당시 왕태후였던 카트린 드 메디시스는 종교 간의 화합을 위해 양 진영의 대표적인 인물을 결혼시키기로 했다. 가톨릭 진영에서는 샤를 9세의 여동생인 마르그리트 드 발루아가, 위그노 진영에서는 호아나의 아들인 헨리케가 선택되었다. 호아나는 이 결혼을 탐탁치 않아 했으나 카트린의 설득에 결국 승낙했고 1572년 두 사람의 결혼식에 참석하기 위해 간 파리에서 숨을 거두었다. 그녀의 사인에 대해서는 카트린에 의해 독살당했다는 설과 지병으로 병사했다는 설이 존재한다.

## 자녀
두 번째 남편 앙투안 드 부르봉와의 사이에서 3남 2녀가 태어났다.
- 앙리 드 방돔 공작(1551~1553)
- 헨리케(1553~1610)
- 루이 샤를 드 마를르 백작(1555~1557)
- 마들렌 드 부르봉(1556)
- 카탈리나 나바라 왕녀(1559~1604)